# Gliese 876
Gliese 876 es una estrella enana roja de (tipo espectral M4V) situada a 15 años luz de la Tierra en la constelación de Acuario. Además, tiene la denominación de estrella variable IL Aquarii y posee una magnitud aparente de 10.17. Esta estrella cuenta con la mitad de masa que nuestro Sol. En el año 2006 se conoció que alberga tres planetas, dos parecidos a Júpiter, que se encuentran acoplados en una resonancia orbital 2:1, y otro con una masa de menos de la mitad de Neptuno, de tipo terrestre y el primero en ser descubierto de tan baja masa.

## Distancia y visibilidad
Gliese 876 está ubicado relativamente cerca de nuestro sistema solar. Según las mediciones astrométricas efectuadas por el satélite Hipparcos, la estrella presenta un paralaje de 212.59 miliarcsegs, que corresponde a una distancia de 4.7 pársecs (15.3 años luz). Pese a encontrarse tan cerca de nosotros, la estrella es tan débil que es invisible a simple vista y solo puede observársela mediante telescopios.

## Características
Al tratarse de una estrella enana roja, Gliese 876 es mucho menor que nuestro Sol: Las estimaciones indican que tendría solamente el 32 % de la masa de nuestra estrella local. La temperatura en la superficie de Gliese 876 es más baja en comparación con el Sol y además posee un radio menor. La conjunción de estos factores resultan en una estrella que es un 1.24 % que nuestro Sol en cuanto a luminosidad, aunque la mayoría es radiación infrarroja.
Resulta difícil estimar la edad y metalicidad de las estrellas frías a causa de la formación de moléculas diatómicas en sus atmósferas, lo que hace sumamente complejo el proceso. Basándose en modelos espectrales, se estima que Gliese 876 tiene una cantidad menor de metales pesados comparada con el Sol (aproximadamente el 75 % de la existencia solar de hierro). Según la actividad cromosférica, y dependiendo del modelo teórico utilizado, es posible que la estrella tenga entre 6520 y 9900 millones de años.
Al igual que muchas estrellas de poca masa, Gliese 876 es una estrella variable. Está clasificada como una estrella variable BY Draconis y su brillo fluctúa alrededor de 0.04 magnitudes. Se cree que este tipo de variabilidad sea causado por las enormes manchas solares pueden observarse en su superficie mientras la estrella realiza su movimiento de rotación.

## Sistema planetario
En 1998 se anunció el descubrimiento de un planeta extrasolar en órbita alrededor de 876; el anuncio fue realizado por dos grupos independientes dirigidos por Geoffrey Marcy y Xavier Delfosse. El planeta fue designado Gliese 876 b y su detección se efectuó a través de la medición de la velocidad radial de la estrella, que era alterada por la gravedad del planeta. Gliese 876 b, que posee una masa cercana al doble de Júpiter, completa su órbita alrededor de su estrella en aproximadamente 61 días, a una distancia de solo 0.208 au (menos que la distancia que existe entre el Sol y Mercurio.
Un segundo planeta fue detectado dentro del sistema en 2001, en una órbita interior a la de Gliese 876 b. Este nuevo planeta, designado Gliese 876 c y con el 0.62 de la masa de Júpiter, se halla en una resonancia orbital de 1:2 con el planeta exterior y tarda ~30 días en completar su movimiento alrededor de la estrella. Esta relación de períodos orbitales fue lo que inicialmente ocultó la velocidad radial del planeta, haciéndola pasar como una mayor excentricidad del Gliese 876 b. Ambos planetas atraviesan fuertes interacciones gravitatorias mientras orbitan su estrella, lo que provoca que sus elementos orbitales cambien a gran velocidad.
En 2005, las observaciones realizadas por un equipo dirigido por Eugenio Rivera revelaron un tercer planeta en el sistema, dentro de las órbitas de los dos planetas tipo Júpiter. Este nuevo planeta, designado Gliese 876 d, posee poca masa (tan solo 5.88 veces la masa de la Tierra) y podría tratarse de un planeta terrestre. Basándose en las mediciones de velocidad radial y el modelo teórico de las interacciones entre los dos planetas gigantes, se estimó que la inclinación orbital era de unos 50° respecto del plano del cielo. Suponiendo que este sea el caso, y asumiendo que el sistema planetario sea coplanar, las masas planetarias serían aproximadamente un 30 % mayores que el límite inferior establecido por el método de velocidad radial. Esto significaría que el planeta interno tendría una masa verdadera de unas 7.5 veces la de la Tierra. Por otro lado, los métodos astronométricos indican que la inclinación del planeta más externo (Gliese 876 b) es de 84°, por lo que las masas verdaderas serían tan solo un poco mayores que el límite inferior. Otra investigación dirigida por Paul Shankland (que incluyó a Rivera y otros), revela la falta de tránsito astronómico de los planetas por delante de su estrella (junto con una velocidad radial 'inclinada' de 90°, provocada por el efecto Rossiter-McLaughlin) por lo que indica que la inclinación especulativa de ~90° es muy improbable.
Los dos planetas tipo Júpiter se encuentran dentro de la zona de habitabilidad «tradicional» de Gliese 876, que se extiende entre 0.116 y 0.227 au desde la estrella. Esto deja poco espacio para un planeta habitable adicional del tamaño de la Tierra en esa parte del sistema. No obstante, en caso de que los gigantes gaseosos posean lunas de gran tamaño, estas podrían ser capaces de albergar vida. Además, la zona de habitabilidad para planetas de rotación sincrónica con su movimiento de translación podría ser más amplia que los límites tradicionales, lo que puede permitir la existencia de planetas habitables en otros lugares del sistema.
| Planeta | Masa (MJúpiter)   | Período orbital (días) | Semieje mayor (au) | Excentricidad   | Representación artística |
| ------- | ----------------- | ---------------------- | ------------------ | --------------- | ------------------------ |
| d       | > 0.0185 ± 0.0031 | 1.937760 ± 0.000070    | 0.0208 ± 0.0012    | 0               |                          |
| c       | > 0.619 ± 0.088   | 30.340 ± 0.013         | 0.1303 ± 0.0075    | 0.2243 ± 0.0013 |                          |
| b       | > 1.93 ± 0.27     | 60.940 ± 0.013         | 0.208 ± 0.012      | 0.0249 ± 0.0026 |                          |
| e       | 0.046 ± 0.005     | 124.26 ± 0.7           | 0.3343 ± 0.0013    | 0.055 ± 0.012   |                          |